# 陳 (小惑星)
陳 (29552 Chern) は小惑星帯に位置する小惑星である。1998年2月15日に北京天文台CCD小惑星観測プログラムによって興隆観測基地で発見された。
20世紀を代表する幾何学者である台湾系アメリカ人の数学者、陳省身に因んで命名された。